# Entodon expallens
Entodon expallens là một loài rêu trong họ Entodontaceae. Loài này được Müll. Hal. & Kindb. mô tả khoa học đầu tiên năm 1892.